# Elizabeth Lavenza
Elizabeth Frankenstein (nascida Lavenza) é uma personagem fictícia introduzida pela primeira vez no romance de 1818 de Mary Shelley, Frankenstein; ou, O Moderno Prometeu. Tanto no romance e suas várias adaptações para o cinema, ela é a noiva de Victor Frankenstein.

## Papel no romance
Elizabeth Lavenza foi adotada pela família de Victor. Enquanto prima de primeiro grau de Victor na versão original do romance, na reescrita de Shelley em 1831, ela é apresentada pela primeira vez como a irmã adotada sem parentesco de Frankenstein. Victor a descreve como sendo a mulher perfeita: jovem, bonita, e completamente devotada a ele. Elizabeth continuamente escreve cartas para Victor, encorajando-o e agindo como uma força positiva contra a sua culpa em criar o monstro.
Após o monstro implorar a Victor para criar uma companheira para ele e Victor concorda, o monstro fica furioso quando o Victor a destrói antes de sua conclusão e jura: "Eu estarei com você em sua noite de núpcias". Este pressentimento sombrio acaba por ser verdade; no dia de seu casamento com Victor, o monstro invade a suíte nupcial e a estrangula. Sua morte é significativa porque dá a Victor uma compreensão única de sua criação; ele agora sabe como é se sentir completamente sozinho no mundo, sem nada pelo que viver, a não ser pela vingança.

## Papel nos filmes da Universal
Na adaptação cinematográfica de 1931, de James Whale, Elizabeth é a noiva de Henry Frankenstein, e não tem qualquer relação familiar com ele.
Ela se preocupa quando Henry se isola em seu laboratório e se recusa a ver qualquer um, e implora ao seu mentor o Professor Waldman, para colocar algum sentido nele. Depois de suas experiências ficarem fora de controle, Henry sai do laboratório e retorna para casa para sua vila ancestral. O monstro corre solto no dia do casamento, e Henry diz a Elizabeth para ficar em um dos quartos. O monstro sobe pela janela e a assusta tanto que ela desmaia. Ela é vista pela última vez na cama de Henry como ele se recupera de sua batalha épica com o monstro.
Em A Noiva de Frankenstein, Elizabeth e Henry são casados. Ela é sequestrada pelo monstro como um meio de fazer Henry concordar em criar para o monstro uma companheira. Quando o monstro decide destruir o Castelo Frankenstein consigo mesmo, com sua noiva e o maligno Septimus Praetorious dentro, ele permite que Henry e Elizabeth saiam. O casal é visto pela última vez abraçados enquanto o castelo queima e desmorona.

## Papel emFrankenstein de Mary Shelley
Elizabeth desempenha o mesmo papel no filme de Kenneth Branagh, Frankenstein de Mary Shelley, como ela faz no romance, salvar um significativo ponto do enredo; depois que ela morre nas mãos do monstro, um Victor desesperado tenta reanimá-la como um ser vivo, usando a mesma tecnologia que ele usou para criar o monstro. Ele consegue, mas Elizabeth comete suicídio depois de ver seu próprio reflexo.

## Representações
Elizabeth Lavenza foi retratada por Mae Clarke em Frankenstein de Valerie Hobson, em A Noiva de Frankenstein, por Helena Bonham Carter em Frankenstein de Mary Shelley, e Lacey Turner em Frankenstein's Wedding. Elizabeth é recriada como Eli na web série da Pemberley Digital, Frankenstein, M.D.. Elizabeth é retratada por Katie Weston em Frankenstein: The Musical.